# Saesi Tsaedaemba
Saesi Tsaedaemba est un des 36 woredas de la région du Tigré, dans le Nord de l'Éthiopie.

## Géographie

### Localisation
Saesi Tsaedaemba se situe dans la zone Misraqawi, dans le Tigré, à la frontière avec la région Afar,.
| Gulomahda     | Irob             |                      |
| Ganta Afeshum | Saesi Tsaedaemba | Dallol (région Afar) |
| Hawzen        | Wukro            | Atsbi Wenberta       |

### Transports
Une seule route principale traverse Saesi Tsaedaemba, il s'agit de l'autoroute 2 qui relie la capitale Addis-Abeba au sud et Humera en direction du nord.

## Démographie
En 2007, lors du dernier recensement, Saesi Tsaedaemba comptait 138 043 habitants, ce qui en fait le woreda le plus peuplé de la zone Misraqawi. Avec 18 839 personnes habitant en ville, le woreda est très majoritairement rural.
Les principales villes de Saesi Tsaedaemba sont Idiga Hamus et Freweyni.